# Josip Rukavina
Josip Rukavina (ur. 29 października 1942) – chorwacki szachista i trener szachowy, mistrz międzynarodowy od 1972 roku.

## Kariera szachowa
W pierwszych latach 70. XX wieku należał do czołówki jugosłowiańskich szachistów. W 1972 r. podzielił w Umagu II m. (za Borislavem Ivkovem, wspólnie z Ljubomirem Ljubojeviciem) w finale indywidualnych mistrzostw kraju, dzięki czemu wywalczył awans do reprezentacji na szachową olimpiadę w Skopje, gdzie zdobył brązowy medal. W tym samym roku osiągnął jeden z największych indywidualnych sukcesów w karierze, zwyciężając (wspólnie z Janem Smejkalem) w turnieju strefowym (eliminacji mistrzostw świata) rozegranym we Vrnjackiej Banji, dzięki czemu w 1973 r. wziął udział w turnieju międzystrefowym w Leningradzie, zajmując XV m. W kolejnych latach sukcesy odniósł m.in. w Štipie (1975, II m.), Birmingham (1977, dz. II m. za George Botterillem, wspólnie z Mato Damjanoviciem), Viroviticy (1979, III m.), Biel (1980, turniej otwarty, dz. I m. wspólnie z Israelem Zilberem, Beatem Zügerem i Peterem Scheerenem), Rijece (2001, dz. II m. za Ognjenem Cvitanem, wspólnie z Farukiem Bistriciem), Opatii (2002, dz. I m. wspólnie z Ibro Šariciem), Puli (2003, dz. I m. wspólnie z Davorem Rogiciem, Nikola Sedlakiem, Zvonko Stanojoskim i Ognjenem Jovaniciem) oraz w Lenk (2006, dz. II m. za Lotharem Vogtem, wspólnie z m.in. Florianem Jenni, Ivanem Nemetem, Aleksandrem Rajeckim i Andriejem Sokołowem).
Najwyższy ranking w karierze osiągnął 1 lipca 1985 r., z wynikiem 2510 punktów dzielił wówczas 78. miejsce na światowej liście FIDE, a wśród szachistów jugosłowiańskich zajmował 9. miejsce.